# Condado de Pocahontas (Virgínia Ocidental)
O Condado de Pocahontas é um dos 55 condados do estado norte-americano da Virgínia Ocidental. A sede do condado é Marlinton, que é também a sua maior cidade. O condado tem uma área de 2440 km² (dos quais 5 km² estão cobertos por água), uma população de 9131 habitantes, e uma densidade populacional de 4 hab/km² (segundo o censo nacional de 2000). O condado foi fundado em 1821 e recebeu o seu nome em homenagem à ameríndia Pocahontas (c.1595-1617), da tribo dos Powhatan.
A escritora Pearl S. Buck nasceu neste condado, em Hillsboro.

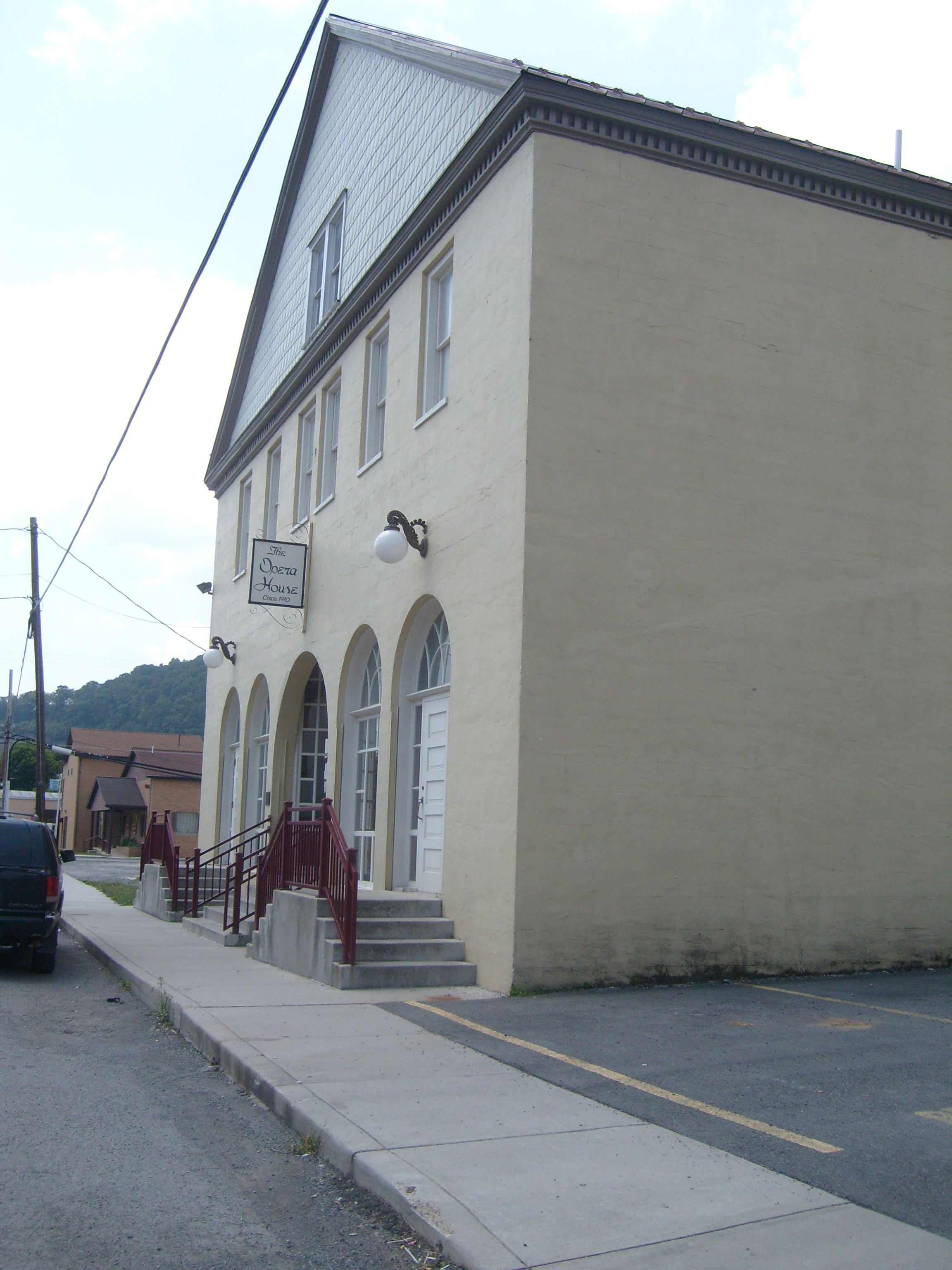
Casa de ópera do condado de Pocahontas, Virgínia Ocidental